# Woodbranch (Texas)
Woodbranch es una ciudad ubicada en el condado de Montgomery en el estado estadounidense de Texas. En el Censo de 2010 tenía una población de 1282 habitantes y una densidad poblacional de 249,49 personas por km².

## Geografía
Woodbranch se encuentra ubicada en las coordenadas 30°10′53″N 95°11′0″O / 30.18139, -95.18333. Según la Oficina del Censo de los Estados Unidos, Woodbranch tiene una superficie total de 5.14 km², de la cual 5.14 km² corresponden a tierra firme y (0%) 0 km² es agua.

## Demografía
Según el censo de 2010, había 1282 personas residiendo en Woodbranch. La densidad de población era de 249,49 hab./km². De los 1282 habitantes, Woodbranch estaba compuesto por el 92.67% blancos, el 1.72% eran afroamericanos, el 0.55% eran amerindios, el 0.39% eran asiáticos, el 0.08% eran isleños del Pacífico, el 1.33% eran de otras razas y el 3.28% pertenecían a dos o más razas. Del total de la población el 8.03% eran hispanos o latinos de cualquier raza.

## Educación
El Distrito Escolar Independiente de New Caney gestiona escuelas públicas.